# Ligne de Saint-Sernin à Largentière
La ligne de Saint-Sernin à Largentière est une ancienne ligne ferroviaire française à écartement standard et à voie unique située dans le département de l'Ardèche, en région Auvergne-Rhône-Alpes. Elle reliait la gare de Saint-Sernin à celle de Largentière.

## Histoire
La loi du 17 juillet 1879 (dite plan Freycinet) portant classement de 181 lignes de chemin de fer dans le réseau des chemins de fer d’intérêt général retient en n° 149, une ligne de « Largentière à l’embranchement d’Aubenas ».
La ligne est déclarée d'utilité publique par une loi le 5 août 1882. Elle est concédée à titre définitif par l'État à la Compagnie des chemins de fer de Paris à Lyon et à la Méditerranée (PLM) par une convention signée entre le ministre des Travaux publics et la compagnie le 26 mai 1883. Cette convention est approuvée par une loi le 20 novembre suivant. Elle est embranchée sur la ligne de Vogüé à Lalevade-d'Ardèche, elle-même embranchée sur la ligne du Teil à Alès. La desserte des lignes de Largentière et Lalevade se fait au départ du dépôt de locomotives du Teil.
Le faible trafic voyageurs entraîna la fermeture de la ligne dès la fin des années 1930 ; elle fut cependant réactivée en 1964 par le groupe Peñarroya pour évacuer la production de leur mine de plomb argentifère située à Largentière. 
Le trafic (marchandises) prend définitivement fin en 1982 avec la fermeture de la mine. La ligne est officiellement fermée le 1er avril 1988. Elle est retranchée du réseau ferroviaire et déclassé en totalité par un décret du 20 septembre 1991.

## Caractéristiques

### Tracé
À la sortie de Saint-Sernin, la ligne entame un fort virage vers le sud-ouest et escalade les contreforts sablonneux qui marquent la ligne de partage des eaux entre deux affluents de l'Ardèche : l'Auzon et la Lande. Le nouveau tracé de la route RD104 intercepte l'ancienne voie ferrée par endroits.
À partir d'Uzer, elle bifurque vers le nord-ouest, traverse la colline et rejoint l'étroite vallée de la Ligne où se niche la ville de Largentière.

### Profil
Entre Saint-Sernin et Uzer-Joyeuse, le profil de la ligne est mauvais avec des rampes alternant entre 17 et 20 ‰, le point le plus haut se trouvant près de la halte de Lachapelle-Vinezac. À partir du pont sur la Lande, point le plus bas, la ligne est plus facile avec une montée vers Largentière ne dépassant pas 10 ‰.

### Ouvrages d'art

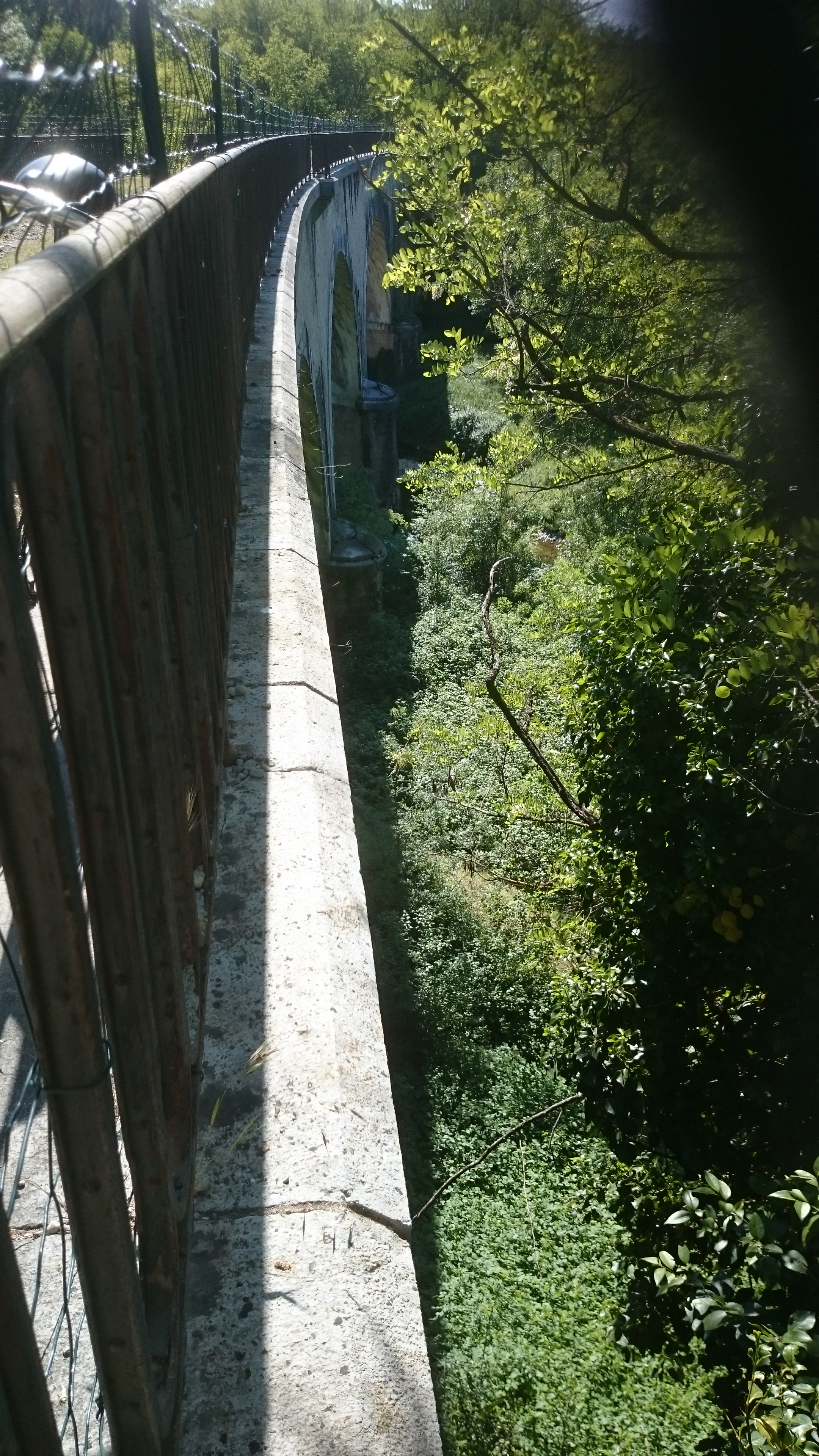
Pont sur la Lande à Uzer.

La section de Saint-Sernin à Uzer ne comporte que des ponceaux, fort nombreux, sur de petites routes et ruisseaux.
Le viaduc d'Uzer est un ouvrage en courbe de quatre arches biaises prolongé par d'importants terrassements (mur de soutènement et pont routier) soutenant la tête nord de la gare d'Uzer-Joyeuse. Cette gare est suivie par un pont sous la route 104 (démoli et reconstruit au gabarit piéton), un pont sur le ruisseau de Breuil, une tranchée ainsi que le tunnel de la Croisette (236 m) qui lui permet de gagner la vallée de la Ligne.
Afin de négocier une portion étroite de la vallée, deux viaducs courbes en pierre ont été construits à l'entrée de Largentière :
- le premier, de près de 95 m, possède quatre arches[8] ;
- le second comporte une section en pierre de près de 130 m avec six arches suivie par un tablier métallique biais d'une quinzaine de mètres sur la route D5[9],[10].

La gare terminale de Largentière, dont les bâtiments ont été détruits, repose sur un haut mur de soutènement commençant directement après ce viaduc.

## Gares
La ligne desservait les gares de :
- Saint-Sernin
- Lachapelle-Vinezac
- Uzer-Joyeuse
- Largentière

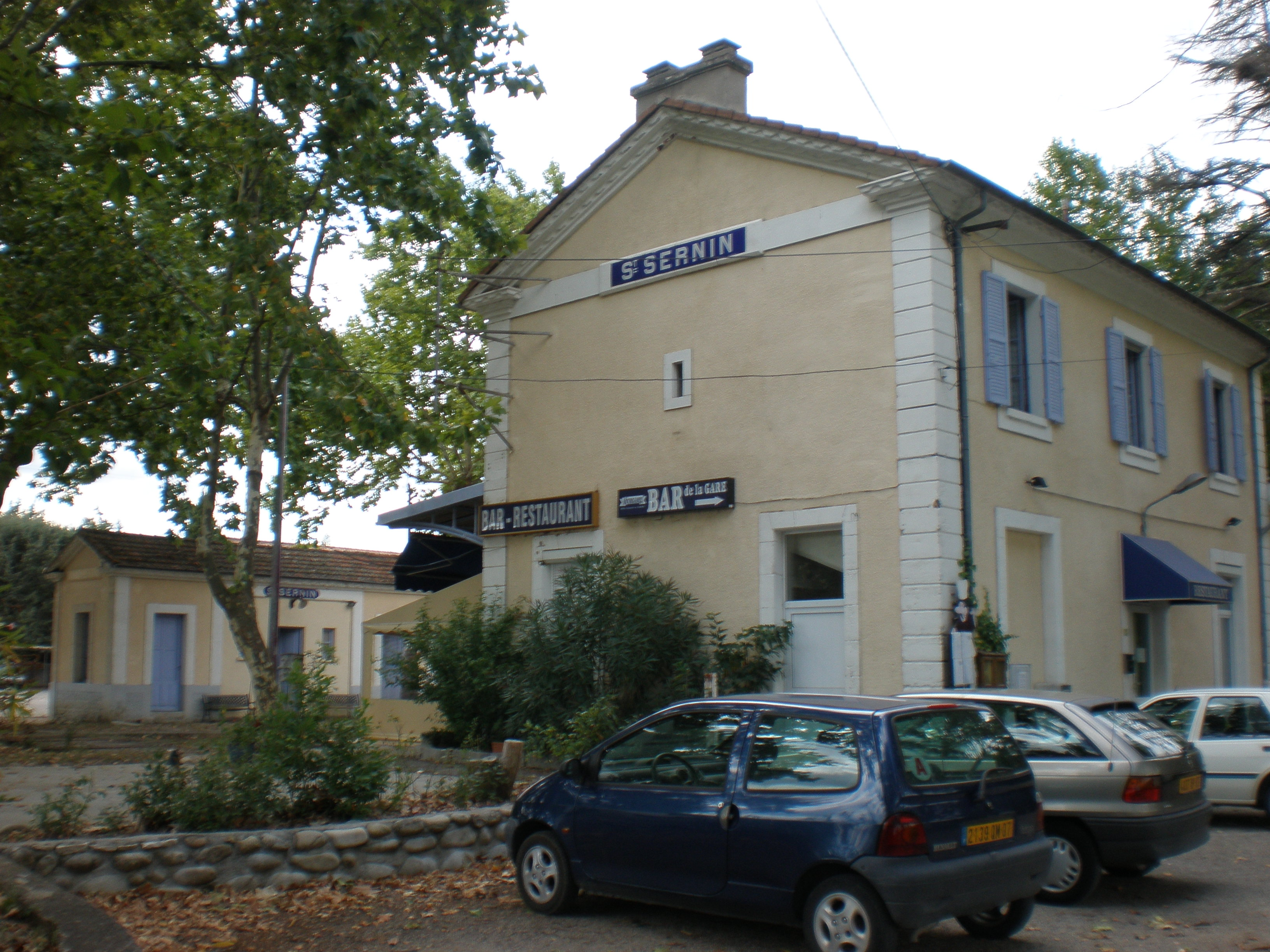
Ancienne gare de Saint-Sernin.
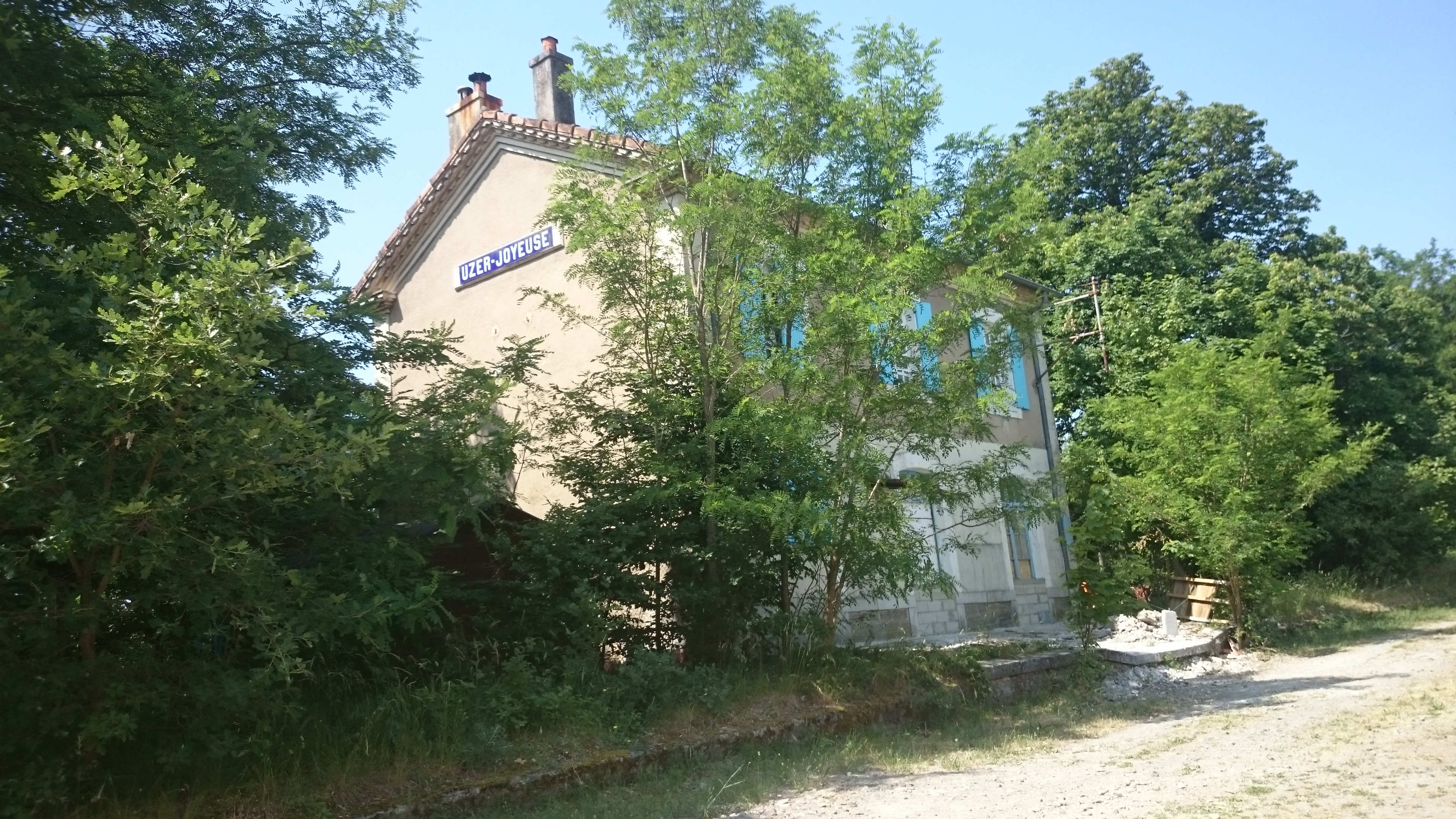
Gare d'Uzer-Joyeuse en 2019.

## Projets
Une voie verte a été construite entre Saint-Sernin et Uzer. Elle est la continuité de la voie verte en construction entre Saint-Sernin et Vogüé, elle même construite sur l'ancienne Ligne de Vogüé à Lalevade-d'Ardèche.

## Exploitation
L'exploitation de la ligne de Saint-Sernin à Largentière a connu plusieurs phases au cours de son histoire. Initialement concédée à la Compagnie des chemins de fer de Paris à Lyon et à la Méditerranée (PLM) en 1883, la ligne passa sous le contrôle de la SNCF lors de la nationalisation des chemins de fer français en 1938. 
La ligne assurait principalement un service de transport de voyageurs et de marchandises, reliant les communes de la vallée de l'Ardèche à la ligne principale entre Alès et Le Teil. Elle jouait un rôle important dans le désenclavement de la région et le développement économique local. 
Cependant, comme de nombreuses lignes secondaires en France, elle fut confrontée à une baisse de fréquentation au cours de la seconde moitié du 20e siècle, en raison de la concurrence croissante du transport routier. La fermeture de la ligne intervint en 1988. Après sa fermeture, la ligne fut officiellement déclassée à partir de 1991. 
Aujourd'hui, une partie de son tracé a été reconvertie en voie verte, offrant un itinéraire de randonnée apprécié entre Largentière et Saint-Sernin.